# Google Patents

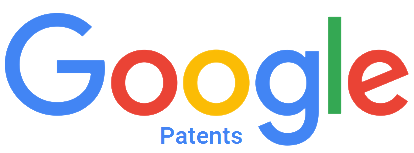
Logo của Google Patents

Google Patents là một bộ máy tìm kiếm từ Google cho phép tìm kiếm các bằng sáng chế từ Cơ quan Sáng chế và Thương hiệu Hoa Kỳ (viết tắt là USPTO), được lấy trực tiếp từ cơ sở dữ liệu nguyên gốc của USPTO. Tất cả bảy triệu bằng sáng chế đã được đặt trong cơ sở dữ liệu. Hệ thống nhận dạng ký tự quang học (OCR) đã được sử dụng cho các trang tài liệu để cho người dùng có thể tìm kiếm được.